# Yoma parva
Yoma parva är en fjärilsart som beskrevs av Butler 1876. Yoma parva ingår i släktet Yoma och familjen praktfjärilar. Inga underarter finns listade i Catalogue of Life.